# 쓰키시마역
쓰키시마역(일본어: 月島駅)은 일본 도쿄도 주오구 쓰키시마에 있는 철도역이다.

## 타는 곳

### 도쿄 지하철
| 1 | ○ 유라쿠초 선 | 신키바 방면                                        |
| 2 | ○ 유라쿠초 선 | 나가타초・이케부쿠로・와코 시・신린코엔・한노 방면 |

### 도쿄 도 교통국
| 1 | ○ 도영 오에도 선 | 료고쿠・이다바시 방면 |
| 2 | ○ 도영 오에도 선 | 다이몬・롯폰기 방면   |

## 역세권 정보
- 도쿄 해양 대학 쓰키시마 캠퍼스
- 스미다강
- 수도대학 도쿄

## 역사
- 1988년 6월 8일: 유라쿠초 선의 역이 영업 개시.
- 2000년 12월 12일: 오에도 선의 역이 영업 개시, 환승역이 됨.

## 인접역
| 도쿄 메트로 8호선            | 도쿄 메트로 8호선 | 도쿄 메트로 8호선              |
| ---------------------------- | ----------------- | ------------------------------ |
| Y20 신토미초 와코 시 방면    | 유라쿠초 선       | Y22 도요스 신키바 방면         |
| 도쿄 도 교통국 지하철 12호선 |                   |                                |
| E15 몬젠나카초 도초마에 방면 | 오에도 선         | E17 가치도키 히카리가오카 방면 |